# Давньоперський клинопис
Давньоперський клинопис — наймолодша з клинописних форм письма. Хоча знаки зовні нагадують аккадський або шумерський клинопис, подібність лише зовнішня — за походженням це абсолютно оригінальна писемність. Використовувалась в період близько 525 р. до н. е. — 330 р. до н. е. дешифрована в XIX столітті німецьким учителем Г. Ф. Гротефендом і англійським дипломатом  Г. К. Роулінсоном. Всі написи належать до епохи  перської держави Ахеменідів. Найвідомішим є тримовний монументальний напис на Бегістунській скелі — давньоперською, аккадською і еламською мовами.

## Знаки давньоперського клинопису
Вигляд клинописних знаків і їх значення можна побачити, наприклад, у Юнікоді.
| Official Unicode Consortium code chart [Архівовано 9 листопада 2011 у Wayback Machine.] (PDF) |   |   |   |   |   |   |   |   |   |   |   |   |   |   |   |   |
|                                                                                               | 0 | 1 | 2 | 3 | 4 | 5 | 6 | 7 | 8 | 9 | A | B | C | D | E | F |
| U+103Ax                                                                                       | 𐎠 | 𐎡 | 𐎢 | 𐎣 | 𐎤 | 𐎥 | 𐎦 | 𐎧 | 𐎨 | 𐎩 | 𐎪 | 𐎫 | 𐎬 | 𐎭 | 𐎮 | 𐎯 |
| U+103Bx                                                                                       | 𐎰 | 𐎱 | 𐎲 | 𐎳 | 𐎴 | 𐎵 | 𐎶 | 𐎷 | 𐎸 | 𐎹 | 𐎺 | 𐎻 | 𐎼 | 𐎽 | 𐎾 | 𐎿 |
| U+103Cx                                                                                       | 𐏀 | 𐏁 | 𐏂 | 𐏃 |   |   |   |   | 𐏈 | 𐏉 | 𐏊 | 𐏋 | 𐏌 | 𐏍 | 𐏎 | 𐏏 |
| U+103Dx                                                                                       | 𐏐 | 𐏑 | 𐏒 | 𐏓 | 𐏔 | 𐏕 |   |   |   |   |   |   |   |   |   |   |